# 鸟足龙胆
鸟足龙胆（学名：Gentiana pedata）为龙胆科龙胆属的植物，是中国的特有植物。分布在中国大陆的贵州、云南、四川等地，生长于海拔1,960米至3,000米的地区，多生于山坡草地，目前尚未由人工引种栽培。